# Abbotsford Canucks
Abbotsford Canucks je profesionální kanadský klub ledního hokeje, který sídlí ve městě Abbotsford. Do AHL vstoupil v ročníku 2021/22 v rámci Pacifické divize. Své domácí zápasy hrají v tamní aréně Abbotsford Centre. Mužstvo je farmou celku NHL Vancouver Canucks. AHL v aréně v letech 2009–2014 hrál už klub Abbotsford Heat.

## Umístění v jednotlivých sezonách
Stručný přehled
Zdroj:
- 2021– : American Hockey League (Pacifická divize)

Jednotlivé ročníky
Zdroj:
Legenda: Z – zápasy, V – výhry, P – porážky, PP – porážky v prodloužení či na samostatné nájezdy, VG – vstřelené góly, OG – obdržené góly, B – body
| USA / Kanada (2013 – ) |                        |        |    |    |    |    |     |     |    |        |
| Sezóny                 | Liga                   | Úroveň | Z  | V  | PP | P  | VG  | OG  | B  | Pozice |
| 2021/22                | AHL (Pacifická divize) | 2      | 68 | 39 | 6  | 23 | 230 | 200 | 84 | 5.     |
| 2022/23                | AHL (Pacifická divize) | 2      | 72 | 40 | 7  | 25 | 229 | 203 | 87 | 4.     |
| 2023/24                | AHL (Pacifická divize) | 2      | 72 | 40 | 7  | 25 | 234 | 210 | 87 | 5.     |

### Play-off
| Sezona  | Předkolo                  | 1. kolo               | 2. kolo | Finále konference | Finále Calder Cupu |
| ------- | ------------------------- | --------------------- | ------- | ----------------- | ------------------ |
| 2021/22 | porážka, 0–2, Bakersfield | —                     | —       | —                 | —                  |
| 2022/23 | postup, 2–0, Bakersfield  | porážka, 1–3, Calgary | —       | —                 | —                  |
| 2023/24 | postup, 2–1, Colorado     | porážka, 0–3, Ontario | —       | —                 | —                  |